# سیارک ۱۵۳۷۹
سیارک ۱۵۳۷۹ (به انگلیسی: 15379 Alefranz، نامگذاری:1997QG1) پانزده هزار و سیصد و هفتاد و نهمین سیارک کشف شده‌است که در ۲۹ اوت ۱۹۹۷ کشف شد.
قدر مطلق سیارک برابر ۲۱.۴ است.